# Германска имперска армия
Германска имперска армия (на немски: Kaiserliches Heer), Национална армия (Райхсхер) (на немски: Reichsheer) или Германска армия (на немски: Deutsches Heer) са въоръжените сухопътни сили на Германската империя, сформирани предимно от пруси, баварци, саксонци и вюртембергци (1871), която до началото на Първата световна война (1914) наброява 794 000 души. Престава да съществува през 1919 г. като на нейна основа е създаден Райхсвера (1949).